# 10.º Distrito Congressional da Geórgia
O 10º Distrito Congressional da Geórgia é um dos 13 Distritos Congressionais do estado norte-americano da Geórgia.
Fica no Nordeste deste Estado e inclui as cidades de:
- Athens
- Augusta
- Evans
- Toccoa
- Watkinsville